# クラウ・ソラス

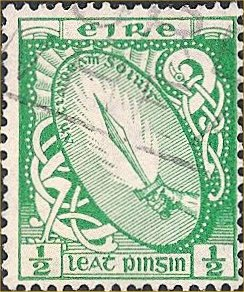
アイルランド1922-3年の「光の剣」普通切手。剣の上にアーチ状に"An Claiḋeaṁ Soluis (An Claidheamh Soluis)"の文字が見える

クレイヴ・ソリッシュ（アイルランド語: Claidheamh Soluis, Claíomh Solais; 発音 IPA: /kɫiːv ˈsɔɫɪʃ/ ""）は、アイルランド語で「光の剣」あるいは「輝く剣」の意をもつ、アイルランド民話やスコットランド民話の魔法剣。クラウ・ソラスというカナ表記が先行している。
手に持つ者に照明を与える道具だったり、巨人などの敵に特殊な効果を発揮する武器など、物語によって異なる描写がされている。
この「光の剣の探求」の話素は、民間文芸のモチーフ索引 H1337 に分類される。主人公が、グルアガッハと呼ばれる魔人や魔法使い等を相手に賭け事で妻と財産を得るが、敗北し、あてどない探求の旅に出るのが、事の発端の常套的パターンである。いわゆる花嫁探求とは似て非なる話型であると指摘される。
アイルランド民話では、光の剣の探求譚が、「唯一の話」（ないし「女性についての唯一の話の原因」）の探求と融合される例が相当数みられる。その唯一の話というのは、悪妻により狼に変じられた男の身の上物語であると判明する。この狼男物語には通常のばあい光の剣は関係せず、光の剣の探求譚が狼男物語の枠物語となっている。
民話の「光の剣」は、アイルランド神話に登場する神殺しの武器の名残であるという考察が、トーマス・フランシス・オラヒリーらの学者によってなされている。ケルト太陽神の雷霆に通じ、アイルランドの神話物語群でバロールを倒したルーの投擲武器、英雄クー・フーリンの槍・刀剣などまでも同じ源流の産物であると仮説される。

## 語形
現代アイルランド語の発音は「クレイヴ・ソリッシュ」であるが、「クラウ・ソラス」というカナ表記が、学術書以外の参考書籍では発表されていた。現代スコットランド・ゲール語においては、剣は「クライェヴ～」等という発音となる。
アイルランド語で刊行された民話の表記は、アイルランド語: Claidheamh Soluisなどである。ただし、これは未改正近代表記で、近年の正表記（改正綴り）であれば Claíomh Solaisのように表記される。異綴りとして、an cloidheamh solaisがあり、アイルランド英語（音写）で chloive solais とも表記される。
スコットランド・ゲール語の語形はClaidheamh Soluis（英訳："white  glaive of light" "白き光のグレイヴ"）等。この「グレイヴ」は長柄の武器を指すこともあるが、"剣"をも意味する語でもある。

## 概要
「光の剣」が登場する民話の多くは冒険譚・探求譚である。多くの場合、主人公は3つの試練をこなさなければならない羽目になり、助っ人役たちによりこれらを達成する。助っ人は、妻となる相手や、召使の女性や、いわゆる"動物援助型"（、超常的（妖精的）な「緑色の小男/赤い小男」ほかなどのパターンがある。
花嫁探求型の例もあり、その許嫁の女性は主人公に重要な助太刀をする。
しかしより典型的なのは、花嫁探求に近似するが異なる話型と指摘される。これは主人公は賭け事で花嫁を得るが、課せられた探求を果たさずうちは、その妻の元にも帰れなくなるパターンである。このとき主人公は一般的にグルアガッハ（魔人）やドルイド（魔法使い）に賭け事で騙され、序盤は勝って富と秀麗の妻を得るものの、結局は敗北し、光の剣を求めてあてどない旅に出ることを強要される。この強要はゲシュをかけられるとことによるものである。
光の剣の持ち主は、巨人やハッグ（妖婆）なことが多いが、剣を求める魔人の兄弟であったりもする。
主人公が剣の持ち主を倒して力づくで奪う場合、往々にして何らかの特別な手段が必要となる。例えば光の剣を使用せねば倒せない相手であったりする。さらには、何か弱点な場所に命中せねば倒せないこともある。その弱点の場所がさらに、体の一部ではなく、世界のどこかに隠された「体外の魂」なことすらある。
これらは、ある秘密の方法でしか倒せない場合が多く、典型例では「光の剣」のみしか武器が通用しない。また、ヒーローないし助っ人が、光の剣や隠れマントなどの器具を用いて、いとも簡単に倒してしまう場合もあるが、剣のみでは目的を達しえないこともしばしばある。巨人は、体のどこかにわずかだけ弱点の場所を持っており、そこ以外はどんなに傷つけても死なずにけろりと治ってしまうからである。また、その急所がじつは「体外の魂」(トンプソンのモチーフ型 E 710)であって、どこかの秘密の場所に隠されていることがある。それが幾つかの種類の動物の体内（や容器）に、入れ子構造式に入っていることもある（「年若き王」 等）。
光の剣の探求には、とある「報（知識）」の探求が融合されている。その入手せねばならない「知識」とは、女性にまつわる「唯一の物語」の事情（「女性にまつわる唯一の物語の原因の知得」）だと最初は説明される。しかし主人公が到達するその謎の解というのは、悪妻によって狼に変身させられた男の身の上話である（また、狼男物語の部分は概して光の剣と関係しない）。

## 原典
キトレッジの略号を太字で示した。

### アイルランド語民話リスト
- "The Story of the Sculloge's son from Muskerry (Sceal Vhic Scoloige O'  Muscridhe)"（ケネディ編 1866年）[26] K[注 15]
  - 「マスケリーの農夫〔スクーログ〕の息子の物語」(?)（未訳?）
- "Eachtra air an sgolóig agus air an ngruagach ruadh (Adventure of the Sgolog and the Red Gruagach)"（オーブリアン編 1889年）[42][注 16] J
  - 「農夫と赤いグルアガッハの冒険」(?)
- "The Weaver's Son and the Giant of the White Hill"（カーティン（英語版）編 1890年[44][注 17]）
  - 「機織の息子と白い丘の巨人」 安達正・先川暢郎 訳『アイルランドの神話と民話』[注 18]
- "The Thirteenth Son of the King of Erin"（カーティン編 1890年）
  - 「エリン国王の十三番目の息子」 安達正・先川暢郎 訳『アイルランドの神話と民話』
- Leaduidhe na luaithe（"Ashypet"[46]、 "The Lazy Fellow"[47])（ドーナル・オーフォハルタ編 1892年)[48][46][注 19][注 20]
  - 「うすのろ灰かむり」(?)（未訳?）
- "Smallhead and the King's Sons"（カーティン発表 1892年；ジェイコブス編 1894年 No. XXXIX）[注 21][52]
  - 「うすのろと王子たち」小辻 梅子  訳『ケルト妖精民話集』（1992）
- "Morraha; Brian More, son of the high-king of Erin, from the Well of Enchantments of Binn Edin"（ラーミニー編 1893年; ジェイコブズ編 1894年 No. XXXIV）[13][53] L
  - 「モラハ」小辻梅子 訳『ケルト妖精民話集』（1992）
- "Simon and Margaret"（ラーミニー編 1893年）[54]
  - 「サイモンとマーガレット」（未訳?）
- "Beauty of the World"（ラーミニー編 1893年）[55]
  - 「絶世の美女」(?)（未訳?）
- "The King who had Twelve Sons"（ラーミニー編 1893年）[56]
  - 「十二人の息子をもった王」(?)（未訳?）
- "Cud, Cad, and Micad", (カーティン編 1894年).[注 23][57]
  - 「カド、キャド、とミキャド」(?)（未訳?）
- "Coldfeet and Queen of Lonesome Island"（カーティン編 1894年）[58]
  - 「冷え足と孤独の島の女王」(?)（未訳?）
- "Art and Balor Beimenach〔ママ〕"[注 24]（カーティン編 1894年）[60] C1
  - 「アルトとバロル・ベヴェナッハ」(?)（未訳?）
- "The Shining Sword and the Knowledge of the Cause of the One Story about Women"（ダニエル・オーフォハルタ編 1897年、ZCP誌））[17] O’F
  - 「光る剣と、女性にまつわる唯一の物語の原因の知得」(?)（未訳?）
- "The King of Ireland's Son (Mac Righ Eireann)"（ハイド編 1890年 『Beside the Fire』）[19][注 25]
  - 「アイルランドの王の息子」(?)（未訳?）
- "Mac Rígh Eireann agus Ceann Gruagach na g-Cleasann"（ハイド編 1899年, No. XXIX, Annales de Bretagne )[62][注 26])H
  - 「アイルランドの王の息子と手品師」（要約?）篠田知和基『人狼変身譚　西欧の民話と文学から』（1994）[64]内の「ビン＝ブレアクの王子、または光の剣の物語」[63]
- "The Snow, Crow, and the Blood"（マクマナス編 1900年）[65][注 27]
  - 「雪とカラスと血と」(?)（未訳?）
- (untitled) Tale of Finn's three sons by the Queen of Italy collected at Glenties in Donegal.（アンドリューズ編[66]
  - （無題）ドニゴール県グレンティーズ（英語版）で採集された、フィンとイタリア女王との三人息子の物語（未訳?）
- "An Claidheamh Soluis: agus Fios-fátha-'n-aoin-scéil" (オーケオハーン編・要約、Béaloideas誌第1巻掲載)[33]
  - 「光の剣と唯一の物語の動因の知得」（未訳?）[注 28]
- "Mac Rí Chruacháin"(カーティス編・要約、Béaloideas誌第2巻掲載)[67]
  - 「クルーハンの王子」（未訳?）[注 29]
- "Séarlus, Mac Rí na Frainnce" (オードゥーダ編・アン・シャウク要約、Béaloideas誌第2巻掲載)[68][注 22]
  - 「フランスの王子シャールス」(?)（未訳?）
- "Fios bhás an an-sgéalaidhe agus an Claidheamh Solais" (オーキリン編・要約、Béaloideas誌第4巻掲載)[69][注 30]
  - 「アン＝シュゲーラッハ（かの語り部）の死の知得と光の剣」(?)（未訳?）[注 31][注 32]

### スコットランド=ゲール語民話リスト
スコットランド民話をあつめた『西ハイランド昔話集』の刊行（1860年）は、アイルランド民話が刊行しだされた時期より早いと言える。スコットランド版では、「白き光のグレイブ」（"White Glave of Light"; スコットランド・ゲール語:  an claidheamh geal soluis ）として登場する例もある。 
- "The Young King of Easaidh Ruadh"（スコットランド・ゲール語発音: [ˈɛsi ruəɣ] キャンベル編『西ハイランド昔話集』、第1話）[11] c
  - 「エセイ・ルアグ（アサロー）の年若き王」(?)（＝モンゴメリー 1975年訳「年若き王」[注 33]）
- "Widow's Son"（キャンベル編、第2話の第2異本）[22]
  - 「未亡人の息子」(?)（未訳?）
- "Tale of Conal Crovi"（キャンベル編、第6話）[34]
  - 「コナル・クロヴィの物語」(?)（未訳?）
- "Tale of Connal"（キャンベル編、第7話）[73]
  - 「コナルの物語」(?)（未訳?）
- "Maol a Chliobain" （キャンベル編、第17話）[74]
  - 「ムール・ア・クリベン」(?)（未訳?）
- "The Widow and her Daughters"（キャンベル編、第41話の第2異本）[75]
  - 「未亡人と娘たち」(?)（未訳?）
- "Mac Iain Direach"（キャンベル編、第46話[76]
  - 「マク・イアン・ジイリッハ」（未訳?）
- "An Sionnach, the Fox" （キャンベル編、第46話第4異本）[77]
  - 「かの狐、アン・ショナッハ」(?)（未訳?）
- "Buachaillechd Chruachain (The Herding of Cruachan)"（マクイネス編、第IV話）[78]m
  - 「クルアハンの群追い」(?)（未訳?）
- "The History of Kitty Ill-Pretts", Jeannie Durie, Fife"（ブリュフォード;マクドナルド共編、第21話）[79]
  - 「キティの働き」三宅忠明 訳『スコットランドの民話』（1975）

### 分析
光の剣は、スコットランド＝ゲール語の民話や、特定のアイルランド民話にたびたび登場する架空の器具である。「光の剣の探求」の話素は、民間文芸のモチーフ索引 H1337 に分類される。

### 話型の分類
光の剣を話素とするひとつの話型は、フランス系カナダに伝搬しており、AT 305A「叡智の剣」型として登録されているが、アイルランド民話はAT型が充てられていない。しかしThe Types of the Irish Folktaleでは話型として登録される。

#### 唯一の物語と狼変身譚
「光の剣の探求」は付加部分であるというのが、ジョージ・ライマン・キトレッジの1903年の研究の結論である。そして中核にあるのは、「唯一の物語」を探求する枠物語と、その枠の中身（解答）である「狼男譚（狼変身譚）」である、とする 。
「唯一の物語」と略したが、じっさいは「唯一の物語の原因の知得」や、「女性にまつわる唯一の物語の原因」など、より長たらしい文句が使われる。おおよそ同じ表現が異本の題名や、小題にみられる。「アンシュゲイリアフト(?)の死の報」に変わっている稿本もあるが、誤った転訛であると指摘される。
キトレッジは、狼男譚の部分も複合的だと分析するが、狼男の部分には概して光の剣は関係しない。
スコットランド版のこの狼変身譚では、光の剣の探求の話素が抜け落ちて、狼男自身の身柄を確保する（馬と物々交換で）展開に置き換わっている、と指摘される。

#### 花嫁探求の近似型
いくつかの話例は、花嫁探求譚のかたちをとっている。「エリン国王の十三番目の息子」では、赤のショーン王子（実際は長男）が海竜に喰われる運命の王女を救い、その妻とする（王女も主人公を助ける）。また「未亡人の息子」では、主人公が巨人の娘と結婚の約束をし、その手助けを得る。
しかし、ヨゼフ・バウディシュ によれば、光の剣の探求をともなうのは、花嫁探求譚によく似ているが異なる別の話型である。これは、主人公が賭けゲームで美人の妻（や財産）を獲得するが、そのうち敗北し、光の剣などの探求を強いられる粗筋のものである。たいがいは、グルアガッハ（巨人、魔人、魔導師）等が、このときの賭けの相手となる。

#### 動物援助型
キトレッジは、「援助してくれる動物たち」のモチーフを指摘しているが、これは後年の民話研究ではトンプソンのモチーフ索引でB300–590「援助してくれる動物たち」に分類されている。キトレッジはまた、「有能な同伴者たち」の話型にも触れているが、これは狼男譚の構成部分としてであり、前述したように光の剣とに携わらない部分の考察である。
忠犬と光の剣説話の関連性として述べている日本の論文もみられる。
ダニエル・オーフォハルタ編本（英訳付き）では、援助してくれる動物たちは鷹・カワウソ・キツネ（「灰色の森の小鷹」、「悠久の嵐の獺」、「快適の巌山の狐」）で、スコットランドに伝わったキャンベル編「年若き王」（c本）でも、犬・鷹・カワウソである。マクイネスのスコットランド版（m本）では、助太刀する動物の数が4に増える。
「機織の息子と白い丘の巨人」では大きな牡羊・鮭・鷲の変わり姿をもつ義兄であり、「狐」のスコットランド民話では、主人公を助けるのは有能な一匹の狐（正体は太陽の女神の父王がが変身させられていた姿）。また、ある民話では、女主人公を手助けする猫が、のちに人間の王女の姿に舞い戻る ("The Widow and her Daughters"。
ちなみに、バウディシュが光の剣の話とよく似たと指摘したアイルランドの「巨人の娘」の花嫁探求譚は、世界に例のあるAT 513A 「六人男、世界を股にかける」（六人の家来）型に分類されており、その話型には魔法の援助者や、魔法の、非凡な援助者が登場する。

#### 体外の魂
光の剣の探求譚に、「体外の魂」のモチーフが見いだせることは、例えばジェラード・マーフィー（フィアナの古謡集の編者）が指摘しており、民話学者キャサリン・ブリッグスのフェアリー事典でも「体外の魂」（モチーフ型 E 710）の典型例として光の剣の探求譚（キャンベル編）「年若き王」を挙げている。
また、「体外の魂」のモチーフを持つ話型に、AT302「巨人の心臓が卵の中に」タイプがある。
アイルランド民話で「体外の魂」のモチーフが展開する近似な説話に、ドニゴール県の「裸吊るしの男」もしくは「裸に引ん剝く首吊り処刑人」があり、前者の稿本についてはロジャー・シャーマン・ルーミスが深く考察している。ルーミスは、直接「光の剣」と関連付けてはいないが、この「裸吊るしの男」話の中身のまま、登場人物をすげ替えたものがアイルランドの巨人クー・ロイの伝説であるとしている。その伝説『クー・ロイの最期 Aided ConRoí』は、クー・ロイが黄金のリンゴを壊さないと殺せない人物であり、「体外の魂」型説話である（その弱点は、クー・ロイが無理やり妻にしようと攫ってきたブラートナドに漏洩される））。ルーミスによればクー・ロイは「太陽的なホスト（主人・もてなし役）」あるいは「太陽的な神格」であり、 また、クー・ロイは「みずからの剣」でしか殺すことができない（「光の剣」譚でよくあるパターン）。T・F・オラヒリー論の構図（以下 § 神話の剣参照）では、クー・ロイは、いろいろな名をもつ「異界神」(おもに太陽神)の名のひとつにすぎず、その対抗者に「神的英雄」（クーフーリンなど）がおり、その英雄の武器が、後の伝承においては「わが[アイルランド国]の半ペニー切手の光の剣」なのである（冒頭図の切手参照）。

### 光の剣の属性
ある民話ではフィアハ・オ・ドゥダ(?)が所有する光の剣は、ダイヤモンドをちりばめた柄をもち、暗い色合いの鞘から抜身の刃が三インチほどのぞいただけで、窓なしの寝室が、直射日光を受けた部屋のように輝いていたといわれる。他にも地下の岩穴の暗がりを照らす、夜中に井戸の水汲みに来た使用人が光源として使うなどの民話がある。
「エリン国王の十三番目の息子」 では、光の剣は、触れると大声を挙げる特性がある。これを盗み出した主人公はそのことに動じず、剣の所有者である巨人を斬首する。しかし複数頭の海竜との戦いでは、頭を刈り、体を割くまではできたが、怪物はいっとき退散するだけで、再生してもどってきた。結局、怪物を倒したのは、姫君に渡された不思議の林檎であった。
スコットランド民話のひとつでは、光の剣は、意地悪でメドゥーサ的な継母が浴びせる、人間を薪の束に変えてしまう視線を反射させるという利用法がされる（「マック・イアン・ジイリッハ」）。
また、「（鞘から）抜きはらうたびにその閃光は世界を三度めぐり、どんなに軽い一撃でも、森羅万象のものも魔性のものとわずに殺してしまう」や「定命なる人間が製作した」などの描写も、現代作者による再話に見られる。

## 神話的解釈

### 神話の剣
T・F・オラヒリーの説によれば、古代神話の神の武器の名残であるのが、中世の数々の英雄譚の不思議な力の武器であり、民話のなかの「光の剣」であるという。オラヒリー説で類例とされるなかには、例えば輝く剣クルージーンが挙げられる。
オラヒリーの体系的な説明では、原始のケルトの太陽神は雷神を兼ねており、その武器は燃えて輝く雷霆の武器であるが、人間の武器として説明する場合、槍なり剣なり（あるいは矢、石つぶて、鉄槌など）色々な武器とされ得る。アイルランドの神話物語群ではルーがバロールを倒したときこの神秘の投擲武器を使用したが、民話版ではルーは鍛冶師の槍なり赤熱した鉄棒なりでバラルの眼を穿つ。英雄クーフーリンの槍ガエ・ボルグも、言語的な検証から「雷神ブルガの槍」のような意味が想起される。しかし、時代の風潮というか、中世の物語でも、英雄は輝く剣（クルージーン等）も持っていると創作されるようになり、民話の中で記憶をとどめたのは槍でなく光の剣のほうであった。

### アーサー伝説との関連
キトリッジが「光の剣」の物語群の類話としたのはアーサー王伝説の作品『アーサーとゴルラゴン』である。この一篇には「光の剣」は登場しないが、既述したように「女性にまつわる唯一の物語」というモチーフが共通する。
眠れる巨人
光の剣が他人が触れられると大声をあげて眠る巨人を起こすというモチーフが、「女性にまつわる唯一の物語の原因」系のアイルランド民話に見られる点について、アーサー伝説の接触を示唆するダーヒー・オーホーガンの考察がある。
光の剣の民話には、眠れる巨人伝説をもつ人物ギアロイド伯（ジェラルド伯）が登場する異本があったと考証がされているが、史実上のジェラルド伯は、アーサー王伝説に深く傾倒した一家の出身であった。
自分の剣が仇
アイルランドやスコットランド民話の光の剣には、「自身の剣で倒される」モチーフが顕在するが、これはアーサー伝説でもみられ、アーサーの剣エクスカリバーをモルガン・ル・フェイが愛人のアコロンに渡してアーサー殺害をもくろんでいる。ただし湖の婦人の介入で無事に終わる。エクスカリバーが輝く剣という描写は、流布本版『メルラン物語』等にみられる。
聖杯の剣
20世紀初頭の論文などをみるとアーサー王物語 の漁夫王のもたらす「聖杯の剣」は、アイルランドの海神マナナーンの剣に対応し、民話の「光の剣」に同じであるなどという言及も散見される。

## 大衆文化のなかのクラウ・ソラス
近年の大衆文化のなかでは、「光の剣」は、トゥアハ・デ・ダナーンの四至宝のひとつであるヌアザ（ヌアダ）の剣と同一視されることが多い。ただしアイルランドの古来の文学（中世の写本に残る作品）では、ヌアダの剣はとくに光の剣とはされておらず、これは拡張解釈である。日本のファンタジー系書籍では、いわゆる「クラウ・ソラス」なる剣が、輝く剣（抜刀すると周囲の目を眩ます）、呪文が刻まれる剣、神族の都のひとつフィンジアスからもたらされた不敗の剣、隠れた敵も探し出し、ひとりでに倒す自動追尾機能のある剣などと紹介されているが、これはあらゆるケルト神話・民話・妖精物語に登場する剣の属性を寄せ集めたモンタージュといえる。